# Renatas Požėla
Renatas Požėla (* 27. Februar 1974 in Šiauliai) ist ein litauischer Beamter und Polizist, ehemaliger Leiter des Litauischen Grenzschutzes und   General-Polizeikommissar Litauens.

## Leben
Nach dem Abitur an der Mittelschule absolvierte er 1996 das Bachelorstudium der Rechtswissenschaft an der Lietuvos policijos akademija in Vilnius und 2007 das Masterstudium im Studiengang Recht und Polizeitätigkeit an der Mykolo Romerio universitetas. Er bekam den Magistergrad der Rechtswissenschaft.
Ab August 1993 arbeitete er in der litauischen Polizei in Stadtgemeinde Šiauliai. Ab Oktober 2003 leitete er eine Unterabteilung der Polizei in der Rajongemeinde Šiauliai  und nahm später viele leitende Posten. 
Ab 2008 war er stellv. Leiter von Lietuvos policijos eismo priežiūros tarnyba. Vom Mai 2011 bis zum Februar 2014 war er stellvertretender Polizeigeneralkommissar Litauens. Ab Februar 2013 war er oberster Polizeikommissar.  Vom 10. März 2015 bis 2019 war er Leiter von Valstybės sienos apsaugos tarnyba.  Er wurde vom Innenminister Saulius Skvernelis, seinem ehemaligen Polizeichef, ernannt. Am 17. September 2015 wurde Požėla zum General im Innendienst vom Premierminister Algirdas Butkevičius befördert.